# 南京土山机场
南京土山机场位于南京市江宁区东山街道文靖路，是一座军用直升机场，始建于1939年。该机场是侵华日军占领南京后修建的空军起降地之一，现为中国人民解放军陆军航空兵的重要训练基地。

## 地理位置与规模

### 位置
土山机场地处江宁区东山街道文靖路，距离大校场机场仅3.7公里，两机场曾长期共用一个航空区域。

### 规模
机场跑道长度为600米，主要用于直升机起降和训练。

## 运营与训练
- 飞行训练：土山机场每天的飞行训练从早上7点持续至晚上9点，主要进行直升机起降和低空飞行训练。
- 噪声影响：频繁的飞行训练对周边居民生活造成一定影响，尤其是噪声问题备受关注。

## 历史与搬迁进展

### 历史背景
土山机场始建于1939年，是侵华日军修建的军用机场之一。1945年日军投降后，机场并未废弃，而是继续作为军用机场使用。

### 搬迁进展
由于机场位于江宁区核心地带，其存在限制了周边区域的发展。近年来，南京市政府与军方积极推进土山机场搬迁工作，目前已签订相关军地协议，并完成新老机场评估工作，搬迁计划正在逐步推进。

## 对区域发展的影响
- 限高问题：土山机场的存在导致周边建筑高度受限，影响了江宁区东山板块的城市规划和开发。
- 未来发展：一旦机场搬迁完成，周边区域将释放大量土地资源，有望迎来重大发展机遇，类似于大校场机场搬迁后的南部新城建设。[3]

## 意义与展望
南京土山机场不仅是军事训练的重要基地，也是南京城市发展史上的重要标志。其搬迁工作将为江宁区乃至南京市的经济发展和城市规划带来深远影响，未来有望成为南京南部新城建设的核心区域之一。
南京土山机场的历史与现状反映了城市发展与军事需求的平衡，其搬迁进程备受关注，将成为南京城市更新和区域发展的重要里程碑。